# Alois Braun (Widerstandskämpfer)
Alois Braun (* 9. Juni 1892 in Freising; † 16. Dezember 1963) war ein deutscher Politiker, Oberregierungsrat und Mitglied der Freiheitsaktion Bayern.

## Leben

### Bis 1945
Alois Braun wurde in Freising als Sohn eines Schmieds und einer Händlerin geboren und war ab 1910 als Volksschullehrer in Freising tätig. 1916 heiratete er Regina Nusser, mit der er 6 Kinder bekam. Nach seinem Dienst im Ersten Weltkrieg wurde Braun als Oberleutnant entlassen. In der Folgezeit war er als Volksschullehrer in Schrobenhausen und Pfaffenhofen. 1930 zog die Familie zurück nach Freising. Als gläubiger Katholik weigerte er sich in die NSDAP einzutreten. Bis 1933 war er Mitglied der Bayerischen Volkspartei (BVP). Von einem Schüler denunziert wurde er 1933 für 4 Tage in Schutzhaft genommen. Um weiterem politischen Druck zu entgehen, trat er 1938 in die Wehrmacht ein.

### Freiheitsaktion Bayern
Gegen Ende des Zweiten Weltkrieges war Braun Leiter der Panzer-Ersatz-Abteilung 17 die in Freising stationiert war. Im April 1945 wurde er von Robert von Werz kontaktiert und knüpfte damit Verbindungen zur Freiheitsaktion Bayern. Als Stützpunkt für seine Aktionen wählte er den leerstehenden Haidberghof nördlich von Freising. In der Nacht vom 27. auf 28. April besetzten seine Männer den Sender Ismaning, mussten diesen aber schon im Laufe des Vormittags wieder aufgeben, da sich SS-Einheiten näherten. Auch der auf den Haidberghof gebrachte Reichsstatthalter Franz Ritter von Epp ließ sich nicht für die Freiheitsaktion Bayern gewinnen. Der Aufstand war gescheitert. Nach Kriegsende befand sich Braun kurzzeitig in amerikanischer Kriegsgefangenschaft.

### Nach dem Zweiten Weltkrieg
Im September 1945 wurde er von den Amerikanern zum Oberregierungsrat im Bayerischen Kultusministerium berufen und 1947 vom Kultusminister Alois Hundhammer (CSU) zum Regierungsdirektor ernannt. Während der Regierungszeit der SPD (Kabinett Hoegner II) kam es zu Diskussionen über den schnellen Aufstieg Brauns (und anderer) während der Jahre nach dem Zweiten Weltkrieg.
1957 wehrte sich Braun gegen die Pensionierung durch den parteilosen Kultusminister August Rucker. Trotz des erreichten Pensionsalters von 65 Jahren wollte Braun weiter im Amt bleiben, da er der Meinung war, dass ihm durch die Zeit zwischen 1933 und 1945 eine Entschädigung in Form einer späteren Pensionierung gewährt werden müsse. Dies war entsprechend Artikel 3 des Gesetzes zur Änderung des Bayrischen Beamtengesetzes vom 5. Dezember 1956 möglich:
Beamte und Richter, die nach dem Gesetz zur Regelung der Wiedergutmachung nationalsozialistischen Unrechts für Angehörige des öffentlichen Dienstes Anspruch auf Wiedergutmachung haben, treten auf ihren Antrag erst mit Ende des Monats in den Ruhestand, in dem sie das 68. Lebensjahr vollenden.
Er engagierte sich für die Kriegsgräberfürsorge und wurde 1947 zum Vorsitzenden des Landesverbandes Bayern gewählt. Er war einer der Mitgründer der Freisinger CSU und von 1948 bis 1956 deren Ortsvorsitzender. Alois Braun starb am 16. Dezember 1963. Im Wohngebiet, das in Freising auf dem Gelände der Vimy-Kaserne entstanden ist, wurde der Major-Braun-Weg nach ihm benannt.